# Вебстер-Гроувс (Міссурі)
Вебстер-Гроувс (англ. Webster Groves) — місто (англ. city) в США, в окрузі Сент-Луїс штату Міссурі. Населення — 24 010 осіб (2020).

## Географія
Вебстер-Гроувс розташований за координатами 38°35′12″ пн. ш. 90°21′16″ зх. д. / 38.58667° пн. ш. 90.35444° зх. д. (38.586601, -90.354389).  За даними Бюро перепису населення США в 2010 році місто мало площу 15,29 км², уся площа — суходіл.

## Демографія
Згідно з переписом 2010 року, у місті мешкало 22 995 осіб у 9156 домогосподарствах у складі 6024 родин. Густота населення становила 1504 особи/км².  Було 9756 помешкань (638/км²).
Расовий склад населення:
| - 89,9 % — білих - 6,6 % — чорних або афроамериканців - 1,5 % — азіатів - 0,2 % — корінних американців |

До двох чи більше рас належало 1,5 %. Частка іспаномовних становила 1,6 % від усіх жителів.
За віковим діапазоном населення розподілялося таким чином: 24,6 % — особи молодші 18 років, 60,0 % — особи у віці 18—64 років, 15,4 % — особи у віці 65 років та старші. Медіана віку мешканця становила 40,8 року. На 100 осіб жіночої статі у місті припадало 88,9 чоловіків;  на 100 жінок у віці від 18 років та старших — 83,1 чоловіків також старших 18 років.
Середній дохід на одне домашнє господарство  становив 119 319 доларів США (медіана — 88 388), а середній дохід на одну сім'ю — 142 286 доларів (медіана — 106 611). Медіана доходів становила 81 888 доларів для чоловіків та 56 522 долари для жінок. За межею бідності перебувало 4,1 % осіб, у тому числі 3,9 % дітей у віці до 18 років та 4,3 % осіб у віці 65 років та старших.
Цивільне працевлаштоване населення становило 11 648 осіб. Основні галузі зайнятості: освіта, охорона здоров'я та соціальна допомога — 31,8 %, науковці, спеціалісти, менеджери — 15,7 %, роздрібна торгівля — 9,6 %, фінанси, страхування та нерухомість — 8,3 %.